# Saint-Vincent-Sterlanges
Saint-Vincent-Sterlanges ist eine französische Gemeinde mit 1.095 Einwohnern (Stand: 1. Januar 2022) im Département Vendée in der Region Pays de la Loire. Sie gehört zum Arrondissement La Roche-sur-Yon und ist Teil des Kantons Chantonnay.

## Geografie
Saint-Vincent-Sterlanges liegt etwa 31 Kilometer ostnordöstlich von La Roche-sur-Yon. Die Gemeinde wird im Norden vom Fluss Petit Lay begrenzt. Umgeben wird Saint-Vincent-Sterlanges von den Nachbargemeinden Mouchamps im Norden und Nordosten, Saint-Germain-de-Prinçay im Süden und Osten sowie Sainte-Cécile im Süden und Westen.

## Bevölkerungsentwicklung
| Jahr                      | 1962 | 1968 | 1975 | 1982 | 1990 | 1999 | 2006 | 2013 |
| Einwohner                 | 607  | 567  | 551  | 600  | 550  | 607  | 655  | 764  |
| Quelle: Cassini und INSEE |      |      |      |      |      |      |      |      |

## Sehenswürdigkeiten
- Kirche Saint-Vincent